# بستنی قیفی

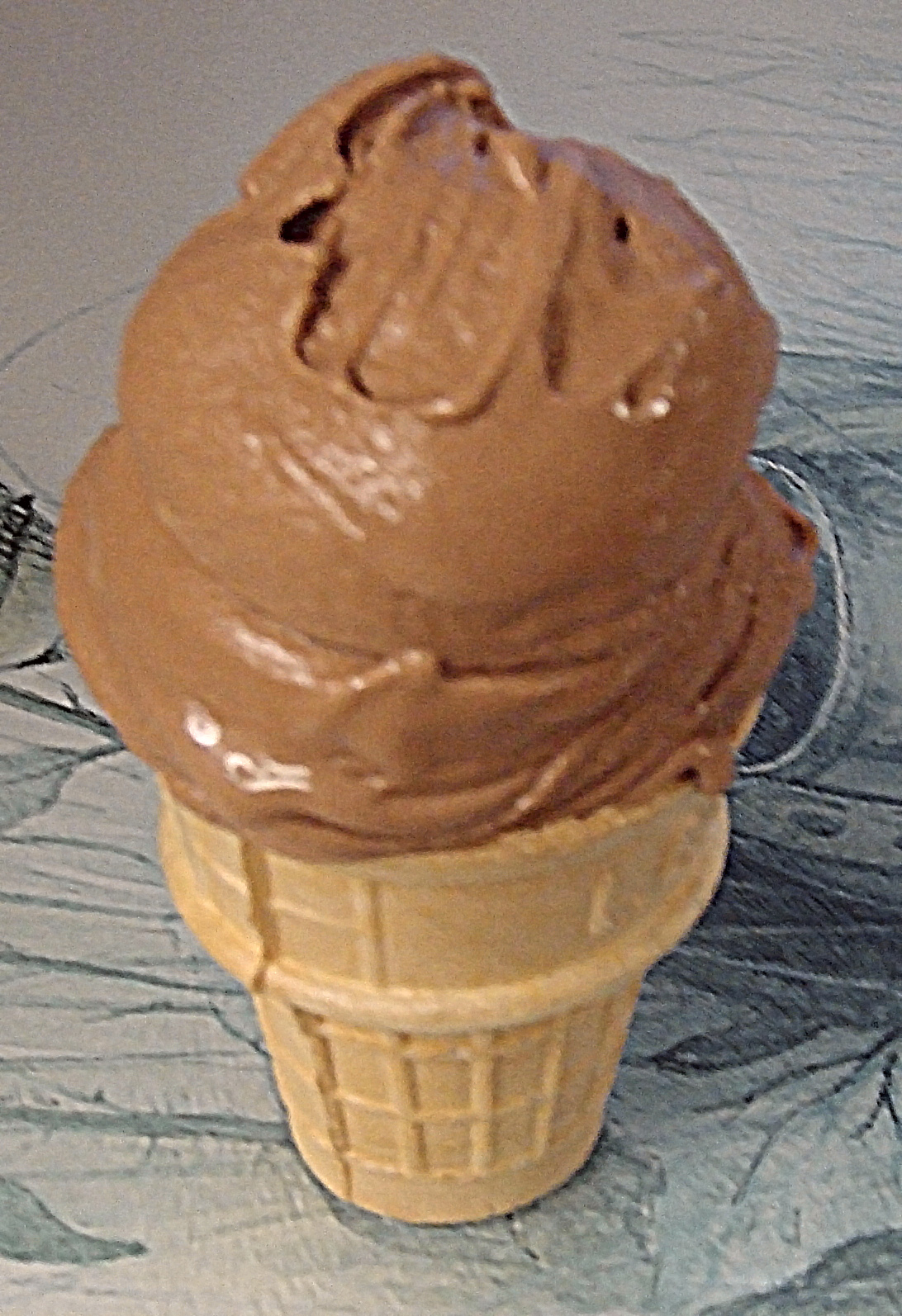
یک بستنی قیفی شکلاتی.

بستنی قیفی (به انگلیسی: Ice cream cone) نخستین بار توسط یک مهاجر ایتالیایی به نام ایتالو مارکونی Italo Marchioni) در نیویورک تهیه شد. او قالب مخصوص خود را در ۱۹۰۳ به ثبت رساند. در ۱۹۰۴ قیف بستنی به‌طور اتفاقی در نمایشگاه جهانی سنت لوییس معرفی شد. در این نمایشگاه یک تولیدکننده وافل اهل سوریه به نام حموی Hamwi تعدادی وافل را به شکل مخروط لوله کرد تا همسایه بستنی فروشش بتواند برای توزیع بستنی از آن استفاده کند. این شکل عرضه بستنی، تا امروز یکی از محبوبترین شیوه‌ها باقی‌مانده‌است. سالانه میلیاردها قیف بستنی در جهان تولید و مصرف می‌شود. تولید انواع دیگر بستنی مانند بستنی چوبی، بستنی با روچینه متفاوت (میوه‌ای و شکلاتی) و… از سال ۱۹۲۰ آغاز شده‌است که در آن زمان «پدیده‌ای نوظهور» نامیده می‌شدند. 